# 2789 Foshan
2789 Foshan (1956 XA) là một tiểu hành tinh vành đai chính được phát hiện ngày 6 tháng 12 năm 1956 bởi Đài thiên văn Tử Kim Sơn ở Nanking.